# Gents Ecologisch Centrum
Het Gents Ecologisch Centrum, afgekort: GEC, is een Vlaams informatie- en dienstencentrum van en voor organisaties met ecologische en sociale doelstellingen. Het centrum, opgericht in 1999, wordt draaiende gehouden door vrijwilligers.
Het GEC stelt ruimte en faciliteiten beschikbaar voor organisaties die duurzame ontwikkeling nastreven zowel op ecologisch, sociaal als economisch vlak. Het centrum beschikt in Gent over twee panden in de stationsbuurt waarin onder meer een biologisch eet- en theehuis en een Oxfam-wereldwinkel gevestigd zijn.
Verder wordt er ruimte verhuurd aan Friends of the Earth, CATAP en aan bedrijven als Certisys. Voorheen waren dit ook Gents MilieuFront en zijn MilieuAdviesWinkel.
Het GEC is aangesloten bij de Bond Beter Leefmilieu Vlaanderen, De Transformisten (voorheen Netwerk Bewust Verbruiken), Netwerk Vlaanderen en de Nationale Raad van Coöperatieven.
Daarnaast organiseert het GEC informatie- en gespreksavonden over sociaal-ecologische thema's onder de noemer 'Te GECke gesprekken'. Het centrum reikt ook jaarlijks de eretitel 'Te GECke Gentenaar van het jaar' uit aan een inwoner of organisatie van de stad Gent die zich verdienstelijk heeft gemaakt op sociaal-ecologisch vlak.
In 2009 sleepte Stefaan Claeys, oprichter en ere-voorzitter van Gents MilieuFront (GMF), de titel in de wacht. In 2010 werd een duo verkozen: Bea Merckx en Hermien Schoutteten, beide vrijwilligers voor het 'Wisselstroom - project' dat particulieren aanzet om te kiezen voor groene energieleveranciers.
De derde laureaat (2011) was het initiatief 'De Fietskeuken' en in 2012 viel Steven Vromman, de groene pionier en beter bekend als 'Low Impact Man', in de prijzen. De vijfde winnaar van de eretitel (2013) was Energent, een Gents burgerinitiatief en een coöperatieve vennootschap die werkt aan hernieuwbare energieprojecten.